# Goya (film 1971)
Goya, albo trudna droga do oświecenia (niem. Goya – oder Der arge Weg der Erkenntnis, ros. Гойя, или тяжкий путь познания, bułg. Гойя, или тяжкий путь познания, serb.-chorw. Goya) – enerdowsko-radziecko-bułgarsko-jugosłowiański film biograficzny z 1971 roku w reżyserii Konrada Wolfa. Film dotyczył życia hiszpańskiego malarza Francisca Goi. Podstawą scenariusza była powieść Liona Feuchtwangera pod tym samym tytułem, opublikowana w 1951 roku. 
Film opowiada o konflikcie wewnętrznym malarza, który z jednej strony, dzięki wsparciu dworu króla Karola IV Burbona i Kościoła, doszedł do bogactwa i zaszczytów, z drugiej wszakże sympatyzuje z uciskanym hiszpańskim ludem. 
Goya to jeden z pierwszych wschodnioniemieckich filmów kręconych na taśmie 70 mm. W rolę malarza wcielił się litewski aktor Donatas Banionis, w głównych rolach wystąpili także m.in. Olivera Katarina (jako księżna de Alba), Fred Düren (jako Esteve), Michaił Kozakow (jako Gilmarde), Mieczysław Voit (w roli Wielkiego Inkwizytora), Gustaw Holoubek (jako Bermudez), Rolf Hoppe (jako król Karol IV) oraz Wolfgang Kieling (jako Manuel Godoy). Zdjęcia kręcono w Dubrowniku, Bułgarii, Jałcie i obwodzie leningradzkim.
Film startował w konkursie głównym na 7. MFF w Moskwie w 1971, gdzie zdobył Nagrodę Specjalną. 

## Obsada
| Rola                               | Aktor               | Głos                |
| ---------------------------------- | ------------------- | ------------------- |
| Francisco José de Goya y Lucientes | Donatas Banionis    | Kurt Böwe           |
| księżna Cayetana de Alba           | Olivera Katarina    | Annemone Haase      |
| Augusto Esteve                     | Fred Düren          | Fred Düren          |
| królowa Maria Luiza                | Geula Nuni          | Ursula Braun        |
| król Karol IV                      | Rolf Hoppe          | Rolf Hoppe          |
| Wielki Inkwizytor                  | Mieczysław Voit     | Gerry Wolff         |
| Jovellanos                         | Ernst Busch         | Ernst Busch         |
| Miguel Bermúdez                    | Gustaw Holoubek     | Wolfgang Lohse      |
| Manuel Godoy                       | Wolfgang Kieling    | Hans-Dieter Leinhos |
| Pepa Tudo                          | Ludmiła Czursina    | Marylu Poolman      |
| Guillemardet                       | Michaił Kozakow     | Klaus Piontek       |
| Dona Lucia                         | Irén Sütő           | Gisela Rimpler      |
| sekretarz św. Inkwizycji           | Andrzej Szalawski   | Wolfgang Greese     |
| Carmen Herold                      | Maria Rosario       | Sonja Kehler        |
| Otero                              | Martin Flörchinger  | Martin Flörchinger  |
| Quintana                           | Arno Wyzniewski     | Arno Wyzniewski     |
| matka Goi                          | Weriko Andżaparidze | Else Wolz           |
| Josepha                            | Ariadna Szengiełaja | Barbara Adolph      |
| San Adrian                         | Igor Wasiljew       | Manfred Wagner      |
| Ortiz                              | Günter Schubert     | Günter Schubert     |
| Velasco                            | Kurt Radeke         | Kurt Radeke         |
| posłaniec św. Inkwizycji           | Walter Bechstein    | Walter Bechstein    |
| Gil                                | Petyr Słabakow      | Walter Wickenhauser |
| Elenita                            | Gerit Kling         | Beate Ohloff        |

Źródło: